# Rezan Corlu
Rezan Corlu (* 7. August 1997 in Glostrup) ist ein dänischer Fußballspieler. Er steht bei Lyngby BK unter Vertrag und ist ehemaliger dänischer Nachwuchsnationalspieler.

## Karriere

### Verein
Der als Sohn kurdischer Eltern in Dänemark geborene und aufgewachsene Corlu trat in seiner Kindheit der Jugendakademie von Brøndby IF bei. Sein erstes Spiel für die Profimannschaft absolvierte er am 2. Juli 2017 beim 9:0-Sieg im Hinspiel in der ersten Qualifikationsrunde zur UEFA Europa League. Am 26. Juli 2015 gab Corlu beim 1:2 am zweiten Spieltag der Superliga-Saison 2015/16 gegen Odense BK sein Profidebüt. In der Folgezeit kam Corlu auch aufgrund eines Kreuzbandrisses nicht zum Einsatz. Brøndby IF belegte zum Saisonende im Punktspielbetrieb den vierten Tabellenplatz. In der Saison 2016/17 absolvierte Corlu zwei Partien in der Qualifikation zur Europa League und kam in ebenso vielen Spielen im dänischen Pokalwettbewerb zum Einsatz. Außerdem kam er im regulären Punktspielbetrieb zu einem Einsatz und – nach dem Belegen des zweiten Platzes – zu drei Partien in der Meisterrunde.
Im August 2017 wechselte Corlu in die Serie A zur AS Rom. Nachdem er sich bei den Römern nicht hatte durchsetzen können – er war lediglich im Campionato Primavera zum Einsatz gekommen –, kehrte er ein Jahr später leihweise nach Dänemark zum Zweitligisten Lyngby BK zurück. In der Saison 2018/19 kam Corlu zu 19 Punktspieleinsätzen und drei Toren und stieg mit der Mannschaft in die Superliga auf.
Zur Saison 2019/20 verließ er die AS Rom endgültig und kehrte zu seinem Jugendverein Brøndby IF zurück. Er unterschrieb einen Vertrag mit einer Laufzeit von drei Jahren. und wurde unmittelbar nach seinem Wechsel erneut an Lyngby BK verliehen. Nachdem er im Anschluss an die Leihe ein Jahr für Brøndby gespielt hatte, wechselte er im Sommer 2021 endgültig zu Lyngby.

### Nationalmannschaft
Seit seinem Debüt am 2. Oktober 2012 für die dänische U-16-Nationalmannschaft im Testspiel in Lhota/Kladno gegen Tschechien kam er zu insgesamt 37 Einsätzen für dänische Nachwuchsnationalmannschaften.